# Караимский язык
Караи́мский язы́к (кар. Къарай тили, Karaj tili, также известен по еврейскому имени «лашон кедар», от ивр. לשון קדר‎) — язык караимов, принадлежащий к кыпчакско-половецкой подгруппе кыпчакской группы тюркских языков.

## Диалекты
В караимском языке выделяют три диалекта: тракайский (диалект литовских караимов), галичский (диалект караимов Западной Украины) и крымский. Последний часто классифицируют как вариант крымскотатарского языка. По мнению Э. Р. Тенишева все три диалекта фактически представляют собой самостоятельные языки:
каждый вариант их [караимского] языка в социальном плане представляет собою самостоятельный язык. Поэтому следует употреблять термины: «язык караимов Крыма», «язык караимов Литвы», «язык караимов Украины». Здесь такое же соотношение, как и между понятиями «саларский язык» и «туркменский язык», «тофаларский язык» и «тувинский язык», «долганский язык» и «якутский язык». Самостоятельность языковых единиц, образующих эти пары, не вызывает сомнения. Поэтому все варианты караимского языка в равной мере заслуживают изучения.
Крымский диалект — къарай тили, тракайский диалект — karaj tili. Традиционное караимское название языка: Лашон Кедар (др.-евр. לשון קדר‬ — «язык кочевников»), Лешон Татар (др.-евр. לשון טטר‬ — «язык татар»), татарское наречие, турко-татарский язык.
В начале XX века в Крыму русский язык практически полностью вытеснил караимский из обращения.
В настоящее время все диалекты караимского языка, за исключением тракайского, практически исчезли. Лексический состав караимского языка отличается значительным количеством гебраизмов.

## Письменность
Традиционная письменность караимов на еврейском алфавите использовалась вплоть до XX века. Во многих караимских семьях до сих пор хранятся написанные еврейским письмом рукописные сборники текстов многообразного содержания, именуемые меджума. На протяжении XX века караимские общины использовали также различные модификации латинского алфавита (Яналиф, литовский и польский алфавиты) и кириллицу.

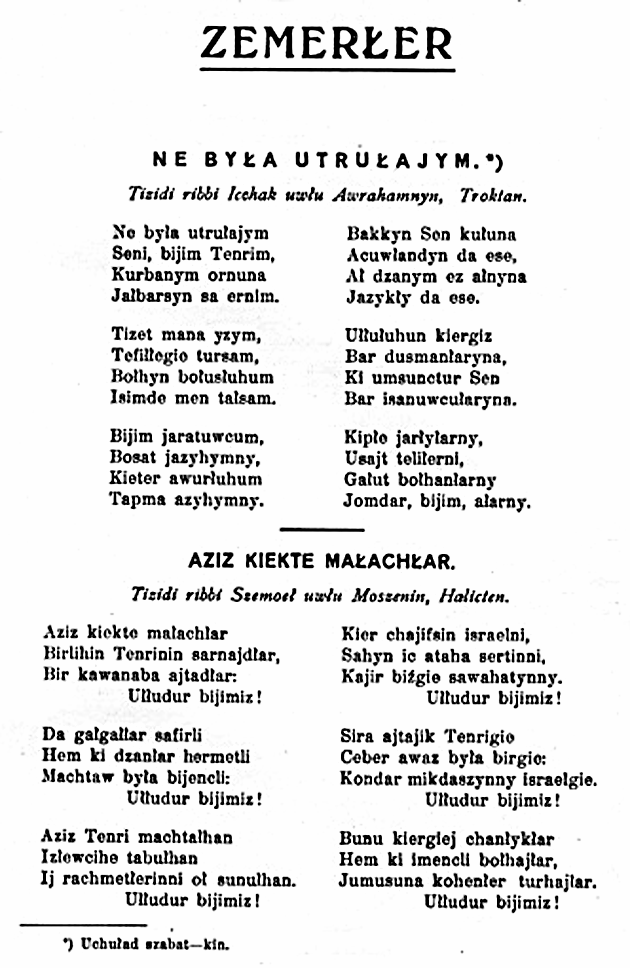
Страница журнала Karaj Awazy, польский алфавит, луцкий диалект, 1931 год

Латинизированный алфавит караимов Крыма (1920-1930-е годы)
| A a | B ʙ | C c | Ç ç | D d | E e | F f | G g |
| H h | I i | J j | Q q | Ƣ ƣ | L l | M m | N n |
| Ꞑ ꞑ | O o | Ɵ ɵ | P p | S s | Ş ş | Ь ь | K k |
| U u | V v | Y y | R r | T t | X x | Z z | Ƶ ƶ |

На сегодняшний момент литовские караимы используют литовский вариант латинского алфавита, а караимы Крыма пользуются на письме кириллицей.
Кириллический алфавит караимов Крыма
| А а | Б б   | В в | Г г | Гъ гъ | Д д   | Дж дж | Е е |
| Ж ж | З з   | И и | Й й | К к   | Къ къ | Л л   | М м |
| Н н | Нъ нъ | О о | Ӧ ӧ | П п   | Р р   | С с   | Т т |
| У у | Ӱ ӱ   | Ф ф | Х х | Хъ хъ | Ц ц   | Ч ч   | Ш ш |
| Ъ ъ | Ы ы   | Ь ь | Э э | Ю ю   | Я я   |       |     |

- Буквы Я, Ю используются редко, заменяются диграфами ЙУ, ЙА.
- Буква Ь используется для смягчения Л.
- Буква Щ в русских заимствованиях.
- Буквы Ӱ Ӧ произносятся как [y] и [ø].

## Фонетика

### Гласные
В караимском языке есть семь гласных фонем:
| Подъем  | Ряд           | Ряд      |
| ------- | ------------- | -------- |
| Подъем  | Задний        | Передний |
| Верхний | ɯ̽ (ы) • ʊ (у) | a (э)    |
| Средний | ɵ (ӧ)         |          |
| Нижний  | ɑ (а) • ɒ (о) | ɶ (ӱ)    |

Для обозначения дифтонгов йӱ, йэ и йӧ в тракайском диалекте присутствуют знаки ё, я и ю.
В галичском диалекте отсутствуют умлауты, что влияет на соблюдение некоторых правил.

### Гармония гласных
В караимском присутствует два вида гармонии гласных: в общем они представляют правила расстановки определённых гласных в слове по ряду (небная гармония) и огубленности (губная гармония). В одном слове может присутствовать и небная, и губная гармония, однако последняя часто не соблюдается ввиду различных причин.

#### Нёбная гармония
В караимском языке присутствует небная гармония. Правило небной гармонии заключается в том, что гласные переднего ряда (небные) и гласные заднего ряда (ненебные) не могут встречаться в одном слове. При этом, ввиду малочисленности языка в разных местах проживания караимов могут встречаться исключения. Например, тракайское слово «Кейра» (куда) имеет в себе как гласный переднего ряда, так и гласный заднего ряда. При этом, это слово является корнем «кай» (который) и «-ра» (аффикс дательно-направительного падежа). При этом в других местах Литвы, встречается слово «Кейрэ», которое с точки зрения небной гармонии является правильным. Таким образом, можно сделать вывод, что слово «Кейра» — это переходный вариант между словом «Кайра» с гласными только заднего ряда и «Кейрэ» с гласными только переднего ряда. Также не подчиняются и не имеют вариантов аффиксы -муш и -догъон, а в галичском диалекте также отсутствуют варианты для аффиксов -мен и -сен. Небная гармония влияет на словообразование, потому практически все аффиксы в караимском языке имеют вариант с небными и ненебными гласным. Например, слова т. «Ата-лар-ымыз» (наши предки) и т. «Битик-ляр-имиз» (наши письма) содержат в себе одинаковые с точки зрения словообразования аффиксы множественного числа -лар/-ляр (в галичском диалекте ненебным вариантом выступает вместо -ляр выступает -лер) и аффикс принадлежности первого лица множественного числа -ымыз/-имиз. В небной гармонии нет строгого ограничения по порядку гласных в слове.

#### Губная гармония
Губная гармония заключается в том, что губные (огубленные) и негубные (неогубленные) гласные не могут встречаться вместе в слове. Губная гармония в полной мере может работать лишь в тракайском и крымском диалектах, так как в галичском диалекте отсутствуют гласные фонемы, которые выражали бы два губных звука. Эти фонемы в галичском диалекте заменены негубными. Губная гармония также слабее небной в словообразовании. Так, например, когда небная гармония вынуждает изменять почти все аффиксы, правило губной гармонии способно изменить лишь аффиксы с ненапряженным гласным. Например, ранее приведенный аффикс -ымыз имеет в себе ненапряженный неогубленный гласный заднего ряда верхнего подъёма (ɯ̽), потому кроме небных и ненебных вариантов также имеет губные варианты: в тракайском диалекте -умуз и -юмюз, в галичском только -умуз. А все падежные аффиксы, кроме аффикса родительного падежа -нын и аффикса винительного падежа -ны губных вариантов не имеют. Правило губной гармонии также определяет порядок губных и негубных гласных в слове. Всего вариантов 8, по 4 на каждый диалект:
1. г. О-у-а
2. г. О-у-у-а
3. г. У-у-а
4. г. У-у-у-а

1. т. Ӧ-ӱ-я
2. т. Ӧ-ӱ-ӱ-я
3. т. Ӱ-ӱ-а
4. т. Ӱ-ӱ-ӱ-а

На заимствованные слова небная гармония обычно не распространяется, однако губная гармония присутствует в ласкательном аффиксе -уля, который заимствован из русского и при этом имеет губной вариант -улу.

#### Выпадение гласных
При соединении слов выпадают такие гласные как а (бара алмадым — баралмадын), э (баргай эдим — баргъайдым). Наиболее подвержены выпадению ненапряженные гласные, которые выпадают при стечении двух гласных (эки + эв — экев), при переносе ударения на предыдущий слог (ӱч + ари — ӱчар), при переразложении слогов после присоединения аффикса (бу-рун плюс -ум — бур-ун-ум — бурнум) и при простом присоединении некоторых аффиксов (алдылар — алдлар, карылык — карлык и.т.д.).

### Согласные
Всего в караимском языке присутствует 25 согласных фонем. Это б, в, г, гъ (ғ), д, дж, дз, ж, з, й, к, л, м, н, нъ (ң), п, р, с, т, ф, х, ц, ч, ш, хъ (һ). В галичском диалекте отсутствуют фонемы нъ, ж, дж и ч, которые заменяются дз и ц.

#### Гармония согласных
В караимском языке слова, как правило, подчиняются правилу гармонии согласных, которое заключается в том, что, как правило, в одном слове согласные либо палатализированны (смягчены), либо произносятся твердо. В кириллическом письме палатализация не всегда выражается. Например, в предложении «Мен барм карай» (Я караим; Я являюсь караимом) слово мен (я) не имеет никакого знака палатализации в конце, при этом в письменности караимов Литвы, предложенной Николасом Фирковичюсом слово мен записывается как mień, как, например, в предложении «Mień karajče ürianiam» (Я учу караимский), и знаком палатализации здесь является акут.

#### Прогрессивная ассимиляция согласных

###### Контактная ассимиляция
Явление контактной ассимиляции заключается в том, что начальный согласный аффикса уподобляется последнему согласному основы. То есть, озвончение первого согласного в аффиксе уподобляется озвончению последнего согласного в основе. Пример работы контактной ассимиляции с аффиксом -ды выглядит так: йаз-ды, но «ат-ты»

###### Дистактная ассимиляция
Когда при контактной ассимиляции уподобляются друг другу соприкасающиеся согласные, в дистактном варианте контакт между согласными не важен. Пример: тол-тур, бол-дур.

###### Сонорные согласные
Сонорные согласные не имеют глухой пары и не оглушаются. Самым лучшим примером будет аффикс -лар, который несмотря на согласные в основе всегда начинается со звонкого согласного Л.
Ассимиляция также не происходит при аффиксальном словообразовании, примененном к неразложим корням, таким как «айт» (говорить).

## Изучение и преподавание караимского языка
В городе Тракай (Литва) при поддержке Кёльнского университета и Уппсальского университета с 2003 года проводится летняя школа по изучению тракайского диалекта караимского языка. Ева Чато Йохансон, Дэвид Натан и Карина Фиркавичюте при поддержке UNESCO разработали мультимедийное пособие по изучения языка — Spoken Karaim. Основу этого проекта образует корпус высококачественных цифровых аудиозаписей а также видеоклипов с участием носителей караимского языка. На основе этого корпуса разработана транскрицпия, словарь, конкорданс и грамматика.
В 2006 году караимский язык был признан одним из 16 региональных языков Украины, где 72 чел. указали его в качестве родного.
В Крымском инженерно-педагогическом университете на кафедре крымскотатарской литературы проводятся сравнительные исследования крымскотатарского и караимского языков. В настоящее время рассматривается вопрос о штатном преподавании караимского языка в университете. Ассоциация крымских караимов «Крымкарайлар» организовала 3 воскресные школы, в которых 25 учеников изучают караимский язык, историю и культуру. С 2011 года факультатив по изучению караимского языка организован и в Евпатории. В Мелитополе Софья Гелиевна Ялпачик преподает детям крымский диалект караимского языка.
В 2011 году в Ягеллонском университете (Краков, Польша) Михал Немет, родственник выдающегося караимского писателя и драматурга Сергиуша Рудковского, защитил диссертацию по караимской литературе на луцко-галичском диалекте. В университете им. Адама Мицкевича в Познани старший научный сотрудник Хенрик Янковски руководит изучением караимского языка. В 2022 году он же преподает караимский язык слушателям Школы редких еврейских языков Оксфорда. Продолжается републикация художественных произведений выдающегося просветителя и филолога Александра Мардковича на луцком диалекте караимского языка из довоенного журнала Karaj Awazy.